# لیبرتی جت منیجمنت
لیبرتی جت منیجمنت (به انگلیسی: Liberty Jet Management) یک شرکت هواپیمایی است.
دفتر مرکزی لیبرتی جت منیجمنت در ایالات متحده آمریکا واقع شده‌است.